# Nicolas Bemberg
Nicolas Bemberg (Parigi, 19 luglio 1987) è un modello francese.

## biografia
La carriera di Bemberg nel mondo della moda inizia nel 2006, grazie ad un contratto con la prestigiosa agenzia di moda NEXT Model Management, che gli permette di sfilare a giugno dello stesso anno per Rykiel Homme e Yves Saint Laurent e di comparire sulla rivista Arena e nella campagna pubblicitaria di Gucci, fotografato da Craig McDean, insieme alla modelle Snejana Onopka e Iselin Steiro.
Nel 2007 diventa il nuovo volto per la campagna pubblicitaria di Lanvin, e compare su GQ Giappone, V Man, D Italia, Upstreet, sul catalogo di H&M e nella campagna pubblicitaria di Iceberg, insieme all'attrice Mischa Barton. Nel 2008 è diventato il nuovo testimonial per la campagna pubblicitaria di Louis Vuitton. Nel corso della propria carriera ha inoltre sfilato per Gucci, Hermès, Lanvin e Zegna.
Nel 2008 la rivista Forbes ha classificato Nicolas Bemeberg al nono posto nella classifica dei modelli più pagati al mondo.

## Agenzie
- NEXT Model Management - New York
- Success Models - Parigi
- Unique Models Copenhagen